# Leonard W. Hall
Leonard Wood Hall, né le 2 octobre 1900 à Oyster Bay  (comté de Nassau, New York) et mort le 2 juin 1979 à Glen Cove, est un homme politique américain.

## Biographie
Leonard W. Hall est membre de l'Assemblée de l'État de New York de 1927 à 1928, puis de 1934 à 1938.
Il est membre de la Chambre des représentants des États-Unis de 1939 à 1952.
Délégué à plusieurs reprises aux Republican National Conventions (en), il est président du Comité national républicain (Republican National Committee) de 1953 à 1957.